# 園博苑駅
園博苑駅（えんはくえんえき、閩南語:Hn̂g-phok-oán tsām）は、中華人民共和国福建省廈門市集美区にある、廈門軌道交通1号線の駅である。

## 歴史
- 2017年12月31日1号線の駅として開業。

## 駅構造

### のりば
| 番線 | 路線              | 方面                                | 行先        |
| ---- | ----------------- | ----------------------------------- | ----------- |
|      | 廈門軌道交通1号線 | 杏林村・杏錦路・官任・廈門北駅 方面 | 岩内 行き   |
|      | 廈門軌道交通1号線 | 文竈・将軍祠・中山公園・鎮海路 方面 | 鎮海路 行き |

## 隣の駅
廈門軌道交通
■1号線
集美学村駅 - 園博苑駅 - 杏林村駅